# Яренко, Тамара Григорьевна
Тама́ра Григо́рьевна Яре́нко (урожд. Мирошниченко; 15 января 1923 — 3 октября 2011) — советская и российская актриса театра и кино.

## Биография
Тамара Мирошниченко родилась 15 января 1923 года в Москве. В 1941 году вместе с родителями эвакуировалась в Свердловск. В 1943 году вернулась в Москву и через год поступила в Московский институт физической культуры, но после окончания первого курса поступила на актёрский факультет ВГИКа (мастерская Василия Васильевича Ванина). В 1949 году вошла в труппу Театра-студии киноактёра, с 1957 года работала на киностудии «Мосфильм», а затем — на киностудии имени Горького.
Вышла замуж за Алексея Владимировича Яренко, взяв фамилию мужа. В июле 1960 года уехала к мужу, в Киев, где работала на Киевской киностудии имени Довженко. В январе 1963 года вернулась в Москву на киностудию имени Горького.
Вышла на пенсию в 1989 году.
Дебют в кинематографе состоялся в 1949 году, когда она сыграла небольшую роль ткачихи в фильме «У них есть Родина». Сыграла более чем в 50 фильмах. Среди её лучших работ: Даша («Попрыгунья»), Наташа («Путешествие в молодость»), Калинина («Пассажир с „Экватора“»), классная дама («Надежда»), Верка («Трясина»). Много работала на озвучивании. Вместе с Глебом Романовым вела концертную программу «Концертные среды».
Умерла 3 октября 2011 года на 89 году жизни. Урна с её прахом захоронена в колумбарии Нового Донского кладбища.

### Семья
- Отец — Григорий Аникеевич Мирошниченко.
- Мать — Анна Сергеевна Мирошниченко.
- Муж — Алексей Владимирович Яренко.
- Племянница — Ирина.

## Работы в театре
- «Беда от нежного сердца» — Настенька
- «Бедность не порок» — Маша
- «Дети Ванюшина» — Леночка
- «Попрыгунья» — служанка Даша

## Фильмография

### Актриса
- 1949 — У них есть Родина — ткачиха
- 1950 — Щедрое лето — эпизод
- 1953 — Адмирал Ушаков — эпизод
- 1955 — За витриной универмага — подруга секретарши (нет в титрах)
- 1955 — Попрыгунья — Даша, служанка
- 1956 — На подмостках сцены — актриса
- 1956 — Путешествие в молодость — Наташа
- 1959 — Неподдающиеся — эпизод
- 1960 — Бессонная ночь — регистратор ЗАГСа
- 1960 — Конец старой Берёзовки — строительница
- 1960 — Леон Гаррос ищет друга — дежурная в гостинице
- 1961 — Две жизни — медсестра
- 1962 — Капитаны голубой лагуны — Ольга Ивановна
- 1964 — Ко мне, Мухтар! — врач
- 1965—1967 — Война и мир — дама
- 1966 — Дядюшкин сон — дама
- 1966 — Сказка о царе Салтане — маменька
- 1966 — Скверный анекдот — гостья с бантом
- 1967 — Маленький беглец — проводник
- 1968 — Пассажир с «Экватора» — Тамара Яковлевна Калинина, начальник пионерлагеря
- 1969 — Варвара-краса, длинная коса — 5-я нянька
- 1970 — Возвращение «Святого Луки» — машинистка
- 1970 — Два дня чудес — Анна Степановна
- 1970 — Звёзды не гаснут — секретарь Нариманова
- 1970 — Поезд в завтрашний день — работник Совнаркома
- 1970 — Серебряные трубы — заседатель
- 1971 — Ох уж эта Настя! — мама на торжественной линейке (нет в титрах)
- 1972 — Надежда — преподаватель гимназии
- 1972 — А зори здесь тихие… — мать
- 1973 — Великие голодранцы — баба
- 1973 — Возврата нет — учительница
- 1973 — Возле этих окон — Ирина Петровна
- 1973 — Ни слова о футболе — завуч
- 1974 — Одиножды один — кассирша на вокзале
- 1974 — Пусть он останется с нами — эпизод
- 1974—1983 — Вечный зов (2-я серия) — домработница Полипова
- 1975 — Когда наступает сентябрь — соседка на балконе
- 1975 — О чём не узнают трибуны — мама Майи
- 1976 — Опровержение — бригадир
- 1977 — Предательница — эпизод
- 1977 — Гонки без финиша — эпизод
- 1977 — Инкогнито из Петербурга — гостья городничего
- 1977 — Риск — благородное дело — билетёрша
- 1977 — Смятение чувств — гостья на дне рождения
- 1977 — Трясина — Верка, жительница деревни
- 1978 — Баламут — секретарь
- 1978 — Безбилетная пассажирка — буфетчица
- 1980 — Мелодия на два голоса — сотрудница справочного стола
- 1980 — У матросов нет вопросов — доктор (нет в титрах)
- 1981 — Карнавал — соседка
- 1982 — Мать Мария — эпизод
- 1982 — Просто ужас! — учительница
- 1998 — Сочинение ко Дню Победы — эпизод
- 2003 — Евлампия Романова. Следствие ведёт дилетант (Фильм 3-й. «Сволочь ненаглядная») — эпизод
- 2011 — Первый русский — жена алкоголика

### Озвучивание
1. 1972 — Расследование поручено мне (венг. Hekus lettem; Венгрия)